# Корякин, Иван Сергеевич
Ива́н Серге́евич Коря́кин (1896, Еремеевская, Вятская губерния — 1969, СССР) — советский гигиенист; доктор медицинских наук (1949), профессор (1960); заслуженный деятель науки Казахской ССР. Главный государственный санитарный инспектор Наркомата здравоохранения Казахской ССР; ректор Алма-Атинского медицинского института (1955—1960).

## Биография
Родился в русской семье.
С 1915 года работал в Котельничском уезде: делопроизводитель земской управы (1915—1916); статистик уездного комитета союза Земгор (1916—1917), заведующий кустарным подотделом уездного совнархоза (1917—1918), председатель правления уездной кассы соцстраха (1918—1919).
В 1919—1920 годы работал братом милосердия, лекпомом 638-го госпиталя в Котельниче, затем — в Казани. В 1927 году окончил медицинский факультет Казанского университета, после чего заведовал Ключевской сельской больницей (с. Ново-Троицкое Вятской губернии).
С 1929 года жил и работал в Казахстане: санитарный врач Каркаралинского окр(рай)здравотдела, санитарный инспектор отдела здравоохранения Западно-Казахстанской области (1932—1937). С 1937 года — в Наркомате здравоохранения Казахской ССР: государственный санитарный инспектор (1937—1938); начальник противоэпидемического управления (1938).
С декабря 1938 по 1953 год — главный государственный санитарный инспектор Наркомата здравоохранения Казахской ССР, с декабря 1941 одновременно — заместитель Наркома здравоохранения Казахской ССР. В марте 1940 года вступил в ВКП(б).
Одновременно с 1938 года работал в Алма-Атинском медицинском институте, в 1946—1951 годы заведовал кафедрой коммунальной гигиены. С 1955 по 1960 год — ректор Алма-Атинского медицинского института.
Одновременно с 1948 по 1955 год — ответственный редактор журнала «Здравоохранение Казахстана»; с 1955 года входил в состав редколлегии журнала «Здравоохранение Казахстана», редакционного совета журнала «Гигиена и санитария».
Скончался в 1969 году, похоронен на Центральном кладбище Алматы.

### Семья
Жена — Татьяна Александровна Корякина (урожд. Городилова; 19.01.1902 — 11.08.1985).
Дочь — Вероника Ивановна Корякина (10.02.1926 — 03.03.2003).
Сын — Владислав Иванович Корякин.
Внучка — Татьяна Владимировна Корякина (в замужестве Шигера; р. 1947, Алма-Ата).

## Научная деятельность
В 1944 году защитил кандидатскую («Озеленение областных городов Казахстана»), в 1949 — докторскую диссертацию («Санитарно-эпидемиологическое состояние и обоснование оздоровления городов Казахстана»). Профессор (1960).
С 1939 года — бессменный председатель правления Казахского республиканского отделения и член пленума Всесоюзного научного общества гигиенистов. В 1938—1941 годы — учёный секретарь, член проблемной комиссии АМН СССР по проблеме «Гигиена села», член комитета Казахской ССР по водным ресурсам и санитарной охране атмосферного воздуха; с 1951 — член объединённого совета Института краевой патологии, физиологии и хирургии Академии наук Казахской ССР.
Подготовил 1 доктора и 21 кандидата наук. Автор 160 научных работ, в том числе 4 монографий.

### Избранные труды
- Карынбаев С. Р., Корякин И. С. Библиография научных работ Казахского государственного медицинского института имени В. М. Молотова за 20 лет (1932—1952 гг.) / Каз. гос. мед. ин-т им. В. М. Молотова. — Алма-Ата : Б. и., 1954. — 102 с.
- Корякин И. С. Библиография опубликованных научных работ сотрудников Казахского государственного медицинского института им. В. М. Молотова за 25 лет (1931—1956 гг.) / Казах. гос. мед. ин-т им. В. М. Молотова. — Алма-Ата : Казгосиздат, 1957. — 179 с.
- Корякин И. С. Лечебно-курортные местности Западно-Казакстанской области / О-во изуч. Казакстана. Зап.-Казакстан. обл. отд-ние. — Уральск : Гостип., 1935. — 24 с.
- Корякин И. С. Озеленение населенных мест Казахстана : Метод. материалы для врачей Казахстана / М-во здравоохранения КазССР. Каз. гос. мед. ин-т. — Алма-Ата : Б. и., 1959. — 86 с.
- Корякин И. С. Примерная тематика научных работ и библиография основной литературы по водоснабжению и канализации / М-во здравоохранения Каз. ССР. Гос. сан. инспекция Каз. ССР. — [Алма-Ата : Б. и., 1953]. — 31 с. — (В помощь государственным санитарным инспекторам и санитарным врачам санэпидстанций Казахской ССР ; 3)
- Корякин И. С. Примерная тематика научных работ и библиография основной литературы по гигиене почвы и очистке населенных мест / М-во здравоохранения Каз. ССР. Гос. сан. инспекция Каз. ССР. — Алма-Ата : Б. и., 1954. — 44 с. — (В помощь государственным санитарным инспекторам и врачам санэпидстанций Казахской ССР ; 5)
- Корякин И. С. Примерная тематика научных работ и библиография основной литературы по планировке и санитарному благоустройству совхозов, МТС и колхозов / М-во здравоохранения Каз. ССР. — Алма-Ата : Б. и., 1955. — 64 с. — (В помощь врачам сельских санэпидстанций Казахской ССР ; 6)
- Корякин И. С. Примерная тематика научных работ и библиография основной литературы по санитарной охране атмосферного воздуха / М-во здравоохранения Каз. ССР. Гос. сан. инспекция Каз. ССР. — Алма-Ата : Б. и., 1953. — 31 с. — (В помощь государственным санитарным инспекторам и санитарным врачам санэпидстанций Казахской ССР ; 4)
- Корякин И. С. Сводные нормы водопотребления для хозяйственно-бытовых надобностей населенных мест и для производственных [сточных вод] некоторых промышленных предприятий / М-во здравоохранения Каз. ССР. Гос. сан. инспекция Каз. ССР. — Алма-Ата : Б. и., 1952. — 15 с. — (В помощь государственным санитарным инспекторам и санитарным врачам санэпидстанций при рассмотрении проектов и определении количества сточных вод промпредприятий ; 1)
- Корякин И. С., Николаенко И. И. Малярия в Западном Казахстане. — Уральск : О-во изуч. Казахстана, 1937. — 3+44+1 с. — (Тр. / Зап.-Казахстан. облотдел О-ва изуч. Казахстана ; Вып. № 7)
- Корякин И. С., Сарынов Э. А. Основные методики исследований объектов внешней среды и пищевых продуктов : (Лит. указатель) : В помощь санэпидстанциям Каз. ССР / Респ. дом сан. просвещения М-ва здравоохранения КазССР. — Алма-Ата : Б. и., 1963. — 150 с.
- Корякин И. С., Яшков П. З. Библиография докторских и кандидатских диссертаций Казахского государственного медицинского института за 25 лет (1931—1956 гг.) / Каз. гос. мед. ин-т. — Алма-Ата : Б. и., 1956. — 66 с.

редактор
- Алма-Атинский медицинский институт им. С. Д. Асфендиярова. Институт в истории своего развития и работе кафедр за 25 лет. (1931—1956 гг.) : [Сб. ст. / Ред. коллегия: А. И. Авенирова…, И. С. Корякин (ред.) и др.]. — Алма-Ата : Казгосиздат, 1958. — 159 с. — (М-во здравоохранения Казахской ССР. Казахский гос. мед. ин-т. Научные известия ; № 13)
- Содержание некоторых микроэлементов в источниках питьевого водоснабжения Казахстана : (Справочные таблицы) / Под ред. И. С. Корякина; М-во здравоохранения Каз. ССР. Кафедра общей гигиены Алма-Ат. гос. мед. ин-та. — Алма-Ата : Б. и., 1965 [вып. дан. 1966]. — 35 с.

## Награды
- орден Ленина,
- орден Трудового Красного Знамени,
- орден Красной Звезды,
- орден «Знак Почёта»,
- медаль «За доблестный труд в Великой Отечественной войне 1941—1945 гг.»,
- значок «Отличнику здравоохранения»,
- Почётные грамоты[4].